# Авраменко Андрій Олександрович
Андрі́й Олекса́ндрович Авраменко (21 лютого 1960, Київ) — український фізик, фахівець у галузі теплофізики, доктор технічних наук, професор, член-кореспондент НАН України (Відділення фізико-технічних проблем енергетики НАН України).

## Життєпис
Випускник Київського політехнічного інституту 1983 року. Після закінчення навчання почав працювати в
Інституті технічної теплофізики АН УРСР. У 1986 році закінчив аспірантуру в цьому інституті. З 1993 — старший науковий співробітник, з 1998 — провідний науковий співробітник інституту. Пройшов шлях до заступника директора з наукової роботи. У 2006 році очолив відділ тепломасообміну і гідродинаміки в елементах теплоенергетичного устаткування. У 2009 році був обраний членом-кореспондентом НАН України за фахом «теплофізика».

## Наукова діяльність
У 1990 році він отримав науковий ступінь кандидата технічних наук, захистивши дисертацію на тему «Газова завіса на випуклій поверхні з прискоренням потоку та зовнішньою турбулентністю».
У 1997 році він отримав науковий ступінь доктора наук, захистивши дисертацію на тему «Теплообмін та гідродинаміка біля вгнутих поверхонь з вторинними течіями».
Проводить наукові дослідження у галузі гідрогазодинаміки, теплообміну, турбулентності. Займається моделюванням теплообмінних і теплоенергетичних процесів за допомогою власного методу із застосуванням групового аналізу. Розвинув теорію турбулентності в пористих середовищах на основі ренормалізаційних груп.
Підготував п'ять кандидатів наук. Є співавтором декількох монографій. Має публікації ув відомих міжнародних наукових виданнях, таких як, «Journal of Fluids Mechanics», «Physics of Fluids», «International Journal Heat and Mass Transfer», «Proceedings of the Royal Society» та інших.

## Праці
- Теплообмен и гидродинамика околокриволинейных поверхностей. К., 1992 (у співавторстві).
- Термогазодинамика сложных криволинейных потоков. К., 1999 (у співавторств).
- Теплообмен и гидродинамика в полях центробежных массовых сил. В 4-х т. (у співавторстві). Ин-т техн. теплофизики НАН Украины. Киев, 2010. 316 с.

## Нагороди
- Премія НАН України для молодих вчених (1993)
- Стипендія президента України для молодих вчених (1994—1996)
- Стипендія Європейської комісії (PECO), (Кардіффський університет, 1995)
- Премія Джорджа Сороса для професорів, (1998—1999)
- Премія НАН України імені В. І. Толубинського (2009 за підсумками конкурсу 2008) за цикл робіт «Тепломасообмін та гідродинаміка гетерогенних потоків» (у співавторстві з Борисом Баском і Альфредом Накорчевським)
- Державна премія України в галузі науки і техніки (2014) за роботу «Волокнисті матеріали та вироби легкої промисловості з прогнозованими бар'єрними медико-біологічними властивостями» (у співавторстві з Іриною Ігнатьєвою, Андрієм Слізковим, Мариною Колосніченко, Сергієм Березненком, Наталією Супрун, Вікторією Власенко, Євгенією Прокоповою, Віктором Поповим і Валерієм Кострицьким).